# CSS General Clinch
El CSS General Clinch, también llamado Clinch, fue construido en Charleston, Carolina del Sur, en 1839 y adquirido en enero de 1861 por el Estado de Carolina del Sur. Operó durante la guerra en el área del puerto de Charleston y frente a la costa de Carolina del Sur, como bote auxiliar, de transporte portuario y patrullero. Uno de sus primeros comandantes fue el teniente Thomas P. Pelot, CSN.
En abril de 1861, antes de las hostilidades de la Guerra Civil, el General Clinch, junto con el Lady Davis y Gordon, todos bajo el mando del Comdr. H. J. Hartstene, CSN, protegió los accesos al puerto de Charleston para evitar que el gobierno federal reforzara Fort Sumter. En la primavera del año siguiente, el general Clinch trabajó con Marion para mover las obstrucciones de Battery Island hasta cerca de Elliott's Cut, que desemboca en Wappoo Creek y en el puerto de Charleston.
El 31 de enero de 1863, el General Clinch participó con otros dos botes auxiliares Chesterfield y Etiwan, y los arietes acorazados Palmetto State y Chicora en una audaz expedición al mando del oficial de bandera D. Ingraham, CSN. Los botes, bajo el mando del comandante Hartstene, ayudaron a los carneros a salir y volver a entrar en los estrechos canales del puerto de Charleston en su audaz y dañino ataque contra los bloqueadores federales.
Hay evidencia de que el General Clinch se hundió en el puerto de Charleston y fue levantado antes de octubre de 1864 por su propietario, el Sr. McCormick, para usarlo como corredor de bloqueo.